# Ноа Мбамба
Ноа Мбамба (нід. Noah Mbamba, нар. 5 січня 2005, Іксель, Бельгія) — бельгійський футболіст конголезького походження, центральний захисник леверкузенського «Баєра». На умовах оренди грає за клуб «Дендер».

## Ігрова кар'єра

### Клубна
Ноа Мбамба починав займатися футболом в академії клубу «Генк». Влітку 2020 року він перейшов до академії «Брюгге». У лютому 2021 року підписав професійний контракт з клубом до 2023 року.
У травні 2021 року у віці 16-ти років Мбамба дебютував у першій команді «Брюгге» в чемпіонаті Бельгії. У 2021 році у складі своєї команди Ноа Мбамба став переможцем Суперкубка країни.
28 вересня 2022 року англійська газета The Guardian назвала його одним з 60-ти найкращих футболістів світу 2005 року народження.

### Збірна
Маючи конголезьке коріння, Ноа Мбамба у 2021 році у віці 16-ти років почав виступати у складі юнацької збірної Бельгії (U-19).

## Титули
- Чемпіон Німеччини (1):

«Баєр 04»: 2023–24
- Володар Кубка Німеччини (1):

«Баєр 04»: 2023–24
Брюгге
 Переможець Суперкубка Бельгії: 2021